# Gyldenpalm
Gyldenpalm er uddød dansk-norsk adelsslægt, som er en gren af slægten Hagerup.

## Våben
Skjoldet er guld og kvadreret og har hjerteskjold; 1. og 4. felt blåt med en guld krone, 2. og 3. felt sølv med et rødt mantuakors, hjerteskjoldet er guld med rødt felt med to krydslagte guld palmegrene. Hjelmen har krone, og hjelmtegnet er to krydslagte guld palmegrene. Skjoldholdere er en naturligt farvet ulv og en naturligt farvet los, begge tilbageseende.
Skjoldets kors og krone er fra Hagerups slægtsvåben, mens hjerteskjoldets våben og hjelmtegnet er et såkaldt talende våben for Gyldenpalm.

## Historie
Biskop Eiler Hagerup den ældres søn, Hans Hagerup (1717-1781), var stiftamtmand i Christiansands Stift. Hans Hagerup blev optaget i den danske adel den 23. februar 1781, fire dage efter sin død, under navnet Gyldenpalm. Hans børn, som ikke anvendte navnet Gyldenpalm, var borgmester i Christianssand Eiler Hagerup Gyldenpalm (1740-1817), Anna Cathrine Hagerup Gyldenpalm (1741-1815), Hans Hagerup Gyldenpalm (1742-1793) og Richard Hagerup Gyldenpalm (født og død 1744).
Eiler Hagerup Gyldenpalm var fader til Hans Hagerup Gyldenpalm (1772-1827), Cathrine Elisabeth (1776-1828), kammerjunker Andreas Dedekam Hagerup Gyldenpalm (1777-1832), som var legationssekretær i Stockholm, Madrid og Westfalen, Anne Margrethe Hagerup Gyldenpalm (1779-1846), Eiler Hagerup Gyldenpalm (1780-1807), Severin Anton Christian Hagerup Gyldenpalm (1782-1803), Manlius Octavius Hagerup Gyldenpalm (1783-1824) og Elen Aasille Hagerup Gyldenpalm (1785-1850).
Slægten uddøde på sværdsiden 1832 med Andreas Gyldenpalm.